# September 2014
Dit artikel geeft een chronologisch overzicht van de belangrijkste gebeurtenissen per dag van de maand september in het jaar 2014.

## Gebeurtenissen

### 1 september
- Oekraïense strijdkrachten strijden tegen de pro-Russische rebellen in de buurt van de internationale luchthaven van Luhansk. Het gebied wordt meer dan 3 weken lang omringd door de Russische strijdkrachten.[1]

### 2 september
- Islamitische Staat zet een video online waarin het de onthoofding toont van de Amerikaanse journalist Steven Sotloff.

### 3 september
- Ben Sonnemans vertrekt als directeur topsport van de Judo Bond Nederland. Het bondsbestuur heeft dat besluit genomen na een indringend gesprek vandaag met de coaches.
- In de Verenigde Staten begint de dertiende editie van de Copa Centroamericana, het voetbalkampioenschap van Midden-Amerika.

### 4 september
- De Europese Centrale Bank verlaagt haar belangrijkste rente, de herfinancieringsrente, met 10 basispunten naar 0,05%. Daarmee bereikt de ECB-rente het laagste punt ooit.
- Na dagenlang onderhandelen door de partijen betrokken bij de federale regeringsvorming wordt bekendgemaakt dat Marianne Thyssen de nieuwe Belgische eurocommissaris zal worden.

### 5 september
- De Wereldgezondheidsorganisatie meldt dat in Guinee, Liberia en Sierra Leone al meer dan 2000 mensen zijn gestorven door de ebola-epidemie. (Lees verder)
- De Europese Unie kondigt nieuwe economische sancties aan voor Rusland.
- In Argentinië is 's wereld meest complete skelet van een titanosaurus ontdekt. Met een geschatte lengte en hoogte van 40 respectievelijk 20 meter was dit mogelijk het grootste landdier dat ooit op Aarde leefde.

### 6 september
- In India en Pakistan komen meer dan tweehonderd mensen om bij door de moesson veroorzaakte overstromingen.

### 7 september
- De Amerikaanse tennisster Serena Williams wint voor de zesde keer het US Open.

### 10 september
- De Nederlandse politicus Frans Timmermans wordt door Jean-Claude Juncker benoemd tot eerste vicevoorzitter van de Europese Commissie. De Belgische Marianne Thyssen wordt bevoegd voor Werk en Sociale Zaken.

### 11 september
- In Barcelona nemen minimaal 500.000 mensen deel aan een demonstratie voor onafhankelijkheid van Catalonië.

### 12 september
- In de Nigeriaanse stad Lagos vallen minstens veertig doden bij de instorting van een gebouw dat behoort tot de evangelische kerk The Synagogue, Church of All Nations.
- De Zuid-Afrikaanse atleet Oscar Pistorius wordt schuldig bevonden aan dood door schuld na het doodschieten van zijn vriendin Reeva Steenkamp.

### 13 september
- Titelverdediger Costa Rica wint de dertiende editie van de Copa Centroamericana, het voetbalkampioenschap van Midden-Amerika. In de finale is de ploeg met 2-1 te sterk voor Guatemala.

### 14 september
- De oud-vakbondsleider Stefan Löfven wint de parlementsverkiezingen en wordt daarmee premier van Zweden.
- Minstens zeventien mensen komen om wanneer een boot kapseist op de rivier de Chenab in de buurt van de stad Multan in het oosten van Pakistan.
- De Egyptische minister van Binnenlandse Zaken Mohamed Ibrahim maakt bekend dat de Egyptische politie zeven jihadisten heeft gedood die deel uitmaakten van de terroristische groepering Ansar Beit al-Maqdis.
- Bij het WK basketbal in Spanje gaat de wereldtitel voor de vijfde keer naar het team van de Verenigde Staten. Kyrie Irving is met 26 punten de topscorer in de finale tegen Servië (129-92) en hij wordt na afloop uitgeroepen tot meest waardevolle speler (MVP) van het toernooi.

### 15 september
- Het Amerikaanse technologiebedrijf Microsoft koopt het Zweedse bedrijf Mojang, de ontwikkelaar van het computerspel Minecraft, voor 2,5 miljard dollar.
- De Internationale Organisatie voor Migratie (IOM) meldt dat minstens 700 vluchtelingen zijn omgekomen bij twee schipbreuken op de Middellandse Zee. Volgens de IOM zouden mensensmokkelaars de schepen bewust tot zinken hebben gebracht.

### 18 september
- In een referendum stemt de bevolking van Schotland tegen onafhankelijkheid van het Verenigd Koninkrijk. (Lees verder)
- De Duitse wielrenner Jens Voigt verbetert het werelduurrecord tot 51,115 kilometer.

### 19 september
- In Sierra Leone gaan drie dagen van nationaal huisarrest in om te proberen de ebolabesmetting in te dijken. In totaal heeft de epidemie al aan meer dan 2600 mensen het leven gekost.

### 20 september
- De UEFA maakt bekend dat de Amsterdam ArenA en een nieuw te bouwen stadion in Brussel aangewezen zijn als twee van de dertien gaststeden voor wedstrijden tijdens het Europees kampioenschap voetbal 2020.

### 21 september
- De oud-minister van Financiën Ashraf Ghani wint de presidentsverkiezingen in Afghanistan.
- Bij het WK volleybal in Polen gaat de wereldtitel voor de tweede keer naar het gastland, dat in de finale met 3-1 afrekent met titelverdediger Brazilië.

### 24 september
- De Indiase ruimtesonde Mangalyaan bereikt zijn baan om de planeet Mars. India is daarmee het eerste Aziatische land dat Mars bereikt.
- Het Chinese consortium National Electric Vehicle Sweden maakt bekend dat vóór het eind van de maand zo'n 200 van de 550 werknemers van de Zweedse autofabrikant Saab zullen worden ontslagen.

### 27 september
- De Japanse vulkaan Ontake, de tweede grootste van het land, barst uit.
- Islamitische Staat (IS) voert raketaanvallen uit op de stad 'Ayn al-'Arab aan de Turks-Syrische grens. De Koerdische inwoners slaan op de vlucht naar buurland Turkije. In respons bombardeert de internationale coalitie IS-doelwitten nabij de stad. Het Verenigd Koninkrijk voert zijn eerste luchtaanvallen uit in de strijd tegen IS.

### 28 september
- Minstens dertig wandelaars worden dood aangetroffen vlak bij de top van de Japanse vulkaan Ontake, die op 27 september tot uitbarsting was gekomen.
- De Pool Michał Kwiatkowski is de nieuwe wereldkampioen wielrennen op de weg bij de profs.
- De Keniaan Dennis Kimetto wint de marathon van Berlijn in een nieuwe wereldrecordtijd: 2u02'57". Voor het eerst loopt een atleet de marathon in een tijd onder de twee uur en drie minuten.
- Bij een autosportevenement in het Nederlandse Haaksbergen rijdt een monstertruck het publiek in. Drie personen komen om en er zijn een aantal zwaargewonden.

### 29 september
- De Nederlandse schaatsploeg Brand Loyalty en wielerploeg Belkin ondertekenen een contract voor samenwerking onder de naam TEAMLottoNL.

## Overleden
<< · januari · februari · maart · april · mei · juni · juli · augustus · september · oktober · november · december · >>